# Il toro
Il toro è un film del 1994 diretto da Carlo Mazzacurati.
La pellicola venne presentata al Festival di Venezia 1994.

## Trama
Franco, dipendente in un allevamento di bovini, viene licenziato a causa delle difficoltà in cui versa l’azienda. Lo scaricabarile fra il suo precedente datore di lavoro e quello attuale, che si rimpallano un oscuro intoppo burocratico, non gli consente di ottenere gran parte della liquidazione che gli spetta.
Esasperato e indebitato (è separato e con una figlia piccola a cui deve comprare un costoso apparecchio per i denti), una notte Franco si introduce negli uffici dell'azienda per consultare la sua pratica e riuscire finalmente a sapere chi gli deve versare la liquidazione. Allarmato da alcuni rumori, mentre cerca di nascondersi si imbatte in Corinto, un toro capace, grazie alla fecondazione artificiale, di fruttare ottocento milioni di lire all'anno.
Franco decide allora di rubare il toro per autorisarcirsi del danno subìto, con l'intenzione di portare l'animale in Ungheria da Sándor, un suo conoscente che gestisce, tramite una cooperativa, il più grande allevamento d'Europa. Chiede quindi aiuto a Loris, il suo migliore amico, che, inizialmente scettico, accetta poi di accompagnarlo in Ungheria con il suo vecchio camion telonato.
Fin dall'inizio il viaggio non si presenta facile: alla frontiera contano sull'aiuto di un loro amico in comune, Emilio, che però proprio quella sera non è al lavoro. Approfittano allora di un allevatore serbo che, costretto dalla mancanza di documentazione a tornare indietro con il suo carico di bestiame, accetta di caricare il toro su uno dei suoi vagoni e lasciarlo in una sperduta stazione ferroviaria dell'ex-Jugoslavia.
Raggiunta la stazione con il camion di Loris, scoprono però che Corinto è stato venduto al capostazione, che ha intenzione di macellarlo per sfamare le centinaia di profughi di guerra che da mesi si sono sistemati in un treno fermo alla stazione. I due, approfittando di una lite tra i profughi che distrae il capostazione, rubano il toro e scappano verso il confine ungherese.
Durante il tragitto il vecchio camion va in panne per un problema all'albero di trasmissione e i due amici, approssimandosi la notte, si dirigono verso una vicina fattoria in cui vivono un anziano contadino, la sua giovane nuora, il cui marito sta combattendo in guerra, e il suo nipotino. Nonostante la barriera della lingua, rapidamente sorge, fra quelle persone semplici ed abituate a lavorare duramente, una spontanea, solidale intesa. Terminata la cena e andati a letto il nonno e il nipotino, Franco nota la nascente tenera attrazione fra il timido Loris e la giovane donna e li spinge a ballare assieme sulle note della canzone Si è spento il sole di Adriano Celentano, che la radio sta diffondendo.
Alla frontiera ungherese, fermati perché sprovvisti del certificato sanitario veterinario del toro, Franco e Loris fanno conoscenza con Renzo Tantini, un ambiguo commerciante italiano proprietario di un'azienda di import-export sul lago Balaton. Grazie all'aiuto di un giovane locale guadando un fiume riescono a oltrepassare la frontiera e raggiungere l'allevamento di Sándor; scoprono presto però che questi non è più a capo della cooperativa: a causa del crollo del comunismo e dell'apertura delle frontiere, l'azienda è stata acquistata da un ricco imprenditore inglese, Mr. Ross. Quest'ultimo dapprima sembra molto interessato all'acquisto del toro ma, a un passo dalla conclusione dell'affare, viene a sapere che il toro è stato rubato e quindi vi rinuncia.
Abbattuti, come ultima carta, Franco e Loris decidono di contattare Tantini nella speranza che questi abbia sufficienti conoscenze per piazzare il toro. I due vanno a cercarlo in piena notte e lo rintracciano in un locale notturno sul lago Balaton, in compagnia di due prostitute e di due alticci, loschi individui a cui propongono l'affare ma dai quali ottengono solo di essere sbeffeggiati e derisi al punto che si sfiora una violenta rissa.
I due si ritrovano a vagare disperati e senza meta nella desolata e gelida steppa ungherese, con l'oramai ingombrante toro di cui non sanno più che fare e senza conoscere nessuno a cui venderlo. Anche il solido rapporto di amicizia tra i due sembra traballare a causa delle sempre maggiori difficoltà incontrate.
Quando Corinto comincia a stare male per un'infezione a una zampa, la situazione pare definitivamente precipitare. 
Loris, mentre Franco dorme, ferma il camion e va a cercare un antibiotico per il toro. 
Svegliatosi, intirizzito, esasperato e demoralizzato, Franco pensa addirittura di abbandonare l’animale ma mentre si sta allontanando dal camion ode un rintocco di campane e scorge una chiesa ortodossa in cui stanno affluendo dei fedeli. 
Entrato, ormai in preda alla disperazione, Franco inizia a piangere, consolato da una donna che si rivolge a lui in ungherese, lingua a lui incomprensibile. 
Uscito dalla chiesa, Franco viene avvicinato da un uomo su un ciclomotore che lo conduce in un allevamento dove ritrova Loris e dove il toro sta ricevendo delle cure. 
I due meditano di lasciare l’animale agli allevatori e di tornare a casa ma Corinto è un toro molto famoso nell'ambiente e gli allevatori lo hanno riconosciuto; Franco e Loris iniziano a temere che gli allevatori vogliano chiamare la polizia e denunciarli. 
Gli allevatori invece gli propongono un provvidenziale, proficuo accordo: scambiare il toro con 300 vitelli.
Franco e Loris ritrovano la loro vecchia amicizia e, dopo aver caricato i vitelli su un treno, possono ritornare in Italia per cominciare una nuova vita.

## Produzione
Il film, per le riprese in Italia, è stato girato per la maggior parte a Belluno, a Capranica e nei Cinecittà Studios di Roma per gli effetti speciali. Per quanto riguarda l'estero la scena della stazione ferroviaria dell'ex Jugoslavia è stata girata Klanjec, nell'attuale Croazia; in Ungheria, dove la produzione si è soffermata per alcuni mesi, sono state girate scene al confine tra la Serbia e l'Ungheria, sul Lago Balaton, nella cittadina balneare di Siófok in riva all'omonimo lago magiaro e nella pianura ungherese.

## Colonna sonora
Per la colonna sonora il regista Carlo Mazzacurati si è affidato al musicista Ivano Fossati, il quale ha inciso per l'occasione l'omonimo album.

## Accoglienza

### Critica
- Il film parte da un'idea forte, originale, carica di potenziale metaforico (...) ma il racconto si rivela poi debole e sfrangiato. Commento del dizionario Morandini che assegna al film due stelle e mezzo su cinque di giudizio.[1]
- Mazzacurati conferma i buoni risultati di Un'altra vita con questa commedia dolce-amara. Commento del dizionario Farinotti che assegna al film tre stelle su cinque di giudizio[2]

## Riconoscimenti
- 1995 - David di Donatello
  - Candidatura Migliore attore non protagonista a Roberto Citran
- 1995 - Nastro d'argento
  - Migliore produttore a Mario Cecchi Gori e Vittorio Cecchi Gori (per il complesso della produzione)
  - Candidatura Regista del miglior film a Carlo Mazzacurati
  - Candidatura Migliore attore non protagonista a Roberto Citran
  - Candidatura Migliore soggetto a Umberto Contarello, Carlo Mazzacurati, Sandro Petraglia e Stefano Rulli
  - Candidatura Migliore musica a Ivano Fossati
- 1995 - Ciak d'oro
  - Migliore colonna sonora a Ivano Fossati[3]
- 1995 - Annecy cinéma italien
  - Premio Sergio Leone a Carlo Mazzacurati
- 1994 - Festival del cinema di Venezia
  - Leone d'argento, premio speciale per la regia a Carlo Mazzacurati (ex aequo con Creature del cielo di Peter Jackson e Little Odessa di James Gray)
  - Coppa Volpi per il miglior attore non protagonista a Roberto Citran
  - Candidatura Leone d'oro a Carlo Mazzacurati